# انگرویتسدورف
انگرویتسدورف (به آلمانی: Engerwitzdorf) یک منطقهٔ مسکونی در اتریش است که در ناحیه اورفار اومگبونگ واقع شده‌است. انگرویتسدورف ۴۱ کیلومتر مربع مساحت دارد ۳۳۳ متر بالاتر از سطح دریا واقع شده‌است.